# Radio Emme
Radio Emme war ein Privatradiosender aus Langnau im Emmental für Region Emmental, Entlebuch sowie das Aaretal.
Radio Emme ging 1997 auf Sendung. Wichtige Voraussetzung für den Betrieb von Radio Emme war die Gründung des Vereins «Radio Emme» am 16. November 1994. Aus dem Verein wurde später ein Gönnerverein, welcher den Betrieb von Radio Emme finanziell maßgebend unterstützt.

## Sendegebiet
Das Sendegebiet umfasste das vom Bundesamt für Kommunikation (Bakom) definierte Versorgungsgebiet 23 «Emmental». Dieses umfasst die Bezirke Signau, Trachselwald, Burgdorf, Konolfingen, Entlebuch sowie die den südlichen Teil des Bezirks Willisau und außerdem die Gemeinden Utzenstorf und Fraubrunnen im Amtsbezirk Fraubrunnen. Radio Emme konnte über UKW, Kabel und Internet empfangen werden.

## Neo 1 und Neo zwei
Seit dem 14. April 2008 hört man auf den Frequenzen von Radio Emme das Nachfolgeprogramm Neo 1.
Über Kabel, Satellit und Internet empfängt man zusätzlich die zweite Senderkette Neo Zwei, die ausschließlich volksmusikalisches Schaffen, zum großen Teil einheimisch, sendet.